# Vespertine World Tour
Vespertine World Tour fue una gira realizada en 2001 por la cantante islandesa Björk, especialmente centrada en su álbum Vespertine, durante la cual no dejó de interpretar canciones de sus anteriores trabajos: Debut, Post, Homogenic y Selmasongs. La gira consistió en 35 conciertos repartidos entre Europa, Norteamérica y Asia, con un total de 31 canciones diferentes. La banda estaba formada por la arpista Zeena Parkins, el dúo de música electrónica Matmos, una coral groenlandesa y una orquesta de 70 piezas, siempre residente de la ciudad donde sería la actuación. La grabación de la gira fue lanzada en DVD como Live at Royal Opera House y, además, el show realizado en el Orchard Hall de Tokio fue retransmitido a través de la emisora de televisión japonesa WOWOW. Un lanzamiento aparte, Vespertine Live, contiene una selección de las actuaciones favoritas de Björk a lo largo de toda la gira de Vespertine. Un documental de la gira titulado Minuscule fue también lanzado al mercado.

## Actuación de apertura
El dúo de música electrónica Matmos fue el encargado de abrir los conciertos durante la gira.

## Lista de canciones
| Canción                                               | Álbum               |
| ----------------------------------------------------- | ------------------- |
| "Frosti"                                              | Vespertine          |
| "Overture"                                            | Selmasongs          |
| "All Is Full of Love"                                 | Homogenic           |
| "Aurora"                                              | Vespertine          |
| "Undo"                                                | Vespertine          |
| "Unravel" (debut en directo)                          | Homogenic           |
| "I've Seen It All" (debut en directo)                 | Selmasongs          |
| "An Echo, A Stain"                                    | Vespertine          |
| "Generous Palmstroke"                                 | Vespertine (b-side) |
| "Hidden Place"                                        | Vespertine          |
| "Cocoon"                                              | Vespertine          |
| "Unison"                                              | Vespertine          |
| "Harm of Will"                                        | Vespertine          |
| "It's Not Up To You"                                  | Vespertine          |
| "Pagan Poetry"                                        | Vespertine          |
| "Possibly Maybe"                                      | Post                |
| "Isobel"                                              | Post                |
| "Hyperballad"                                         | Post                |
| "Human Behaviour"                                     | Debut               |
| "Jóga"                                                | Homogenic           |
| "It's In Our Hands" (Sin estrenar para aquella fecha) | Greatest Hits       |
| "You've Been Flirting Again"                          | Post                |
| "Army of Me"                                          | Post                |
| "Bachelorette"                                        | Homogenic           |
| "Play Dead "                                          | Debut (b-side)      |
| "Venus as a Boy"                                      | Debut               |
| "The Anchor Song"                                     | Debut               |
| "Who Is It" (Sin estrenar para aquella fecha)         | Medúlla             |
| "Pagan Poetry" (versión de caja musical)              | Vespertine (b-Side) |
| "Aurora" (versión de caja musical)                    | Vespertine (b-Side) |
| "Gotham Lullaby" (Cover de Meredith Monk)             | Meredith Monk       |

## Fechas de la gira
| Fecha                    | Ciudad      | País           | Lugar del evento           |
| Europa                   | Europa      | Europa         | Europa                     |
| ------------------------ | ----------- | -------------- | -------------------------- |
| 18 de agosto de 2001     | París       | Francia        | Le Grand Rex               |
| 20 de agosto de 2001     | París       | Francia        | Le Grand Rex               |
| 23 de agosto de 2001     | París       | Francia        | Sainte-Chapelle            |
| 25 de agosto de 2001     | París       | Francia        | Sainte-Chapelle            |
| 29 de agosto de 2001     | Londres     | Inglaterra     | St John's, Smith Square    |
| Norteamérica             |             |                |                            |
| 6 de septiembre de 2001  | Nueva York  | Estados Unidos | Riverside Church           |
| Europa                   |             |                |                            |
| 11 de septiembre de 2001 | Stuttgart   | Alemania       | Liederhalle Hegel-Saal     |
| 13 de septiembre de 2001 | Lausana     | Suiza          | Salle Métropole            |
| 15 de septiembre de 2001 | Lausana     | Suiza          | Salle Métropole            |
| 18 de septiembre de 2001 | Frankfurt   | Alemania       | Alte Oper                  |
| 21 de septiembre de 2001 | Roubaix     | Francia        | Colisée                    |
| 23 de septiembre de 2001 | Londres     | Inglaterra     | The Coliseum               |
| 26 de septiembre de 2001 | Bruselas    | Bélgica        | Le Botanique               |
| 29 de septiembre de 2001 | Ámsterdam   | Países Bajos   | Muziektheater              |
| Norteamérica             |             |                |                            |
| 4 de octubre de 2001     | Nueva York  | Estados Unidos | Radio City Music Hall      |
| 5 de octubre de 2001     | Nueva York  | Estados Unidos | Radio City Music Hall      |
| 8 de octubre de 2001     | Toronto     | Canadá         | Hummingbird Centre         |
| 12 de octubre de 2001    | Boston      | Estados Unidos | Wang Center                |
| 14 de octubre de 2001    | Chicago     | Estados Unidos | Civic Opera House          |
| 17 de octubre de 2001    | Oakland     | Estados Unidos | Paramount Theatre          |
| 22 de octubre de 2001    | Los Ángeles | Estados Unidos | Dorothy Chandler Pavilion  |
| Europa                   |             |                |                            |
| 1 de noviembre de 2001   | Paris       | Francia        | Théâtre des Champs-Élysées |
| 4 de noviembre de 2001   | Barcelona   | España         | Liceu                      |
| 8 de noviembre de 2001   | Parma       | Italia         | Teatro Regio               |
| 10 de noviembre de 2001  | Rome        | Italia         | Teatro dell'Opera di Roma  |
| 13 de noviembre de 2001  | Cologne     | Alemania       | Cologne Opera              |
| 15 de noviembre de 2001  | Berlín      | Alemania       | Deutsche Oper              |
| 18 de noviembre de 2001  | Lyon        | Francia        | Auditorium Maurice-Ravel   |
| Asia                     |             |                |                            |
| 2 de diciembre de 2001   | Tokio       | Japón          | Hitomi Kinen Kōdō          |
| 5 de diciembre de 2001   | Tokio       | Japón          | Bunkamura Orchard Hall     |
| 7 de diciembre de 2001   | Tokio       | Japón          | Tokyo International Forum  |
| Europa                   |             |                |                            |
| 16 de diciembre de 2001  | Londres     | Inglaterra     | Royal Opera House          |
| 19 de diciembre de 2001  | Reykjavík   | Islandia       | Laugardalshöll             |
| 21 de diciembre de 2001  | Reykjavík   | Islandia       | Háskólabíó                 |

## Actuaciones promocionales en televisión
| Fecha                   | Show                           | Set                                                        |
| ----------------------- | ------------------------------ | ---------------------------------------------------------- |
| 18 de agosto de 2001    | Top of the Pops                | "Hidden Place"                                             |
| 4 de septiembre de 2001 | Late Show with David Letterman | "Pagan Poetry"                                             |
| 19 de octubre de 2001   | The Tonight Show with Jay Leno | "Cocoon"                                                   |
| 14 de enero de 2002     | NEWS23                         | "Pagan Poetry", "Generous Palmstroke"                      |
| 26 de febrero de 2002   | Johnny Vaughan Tonight         | "Cocoon"                                                   |
| 2 de marzo de 2002      | Jonathan Ross Show             | "Cocoon"                                                   |
| 6 de marzo de 2002      | Die Harald Schmidt Show        | "Cocoon"                                                   |
| 9 de marzo de 2002      | Victoires de la Musique        | "It's Not Up to You"                                       |
| 22 de marzo de 2002     | Top of the Pops                | "Cocoon"                                                   |
| 28 de mayo de 2002      | Music Planet 2Nite             | "Unravel", "Pagan Poetry", "Cocoon", "All Is Full of Love" |

- Datos: Q16960178